# 餐刀
餐刀（Table knife）是一種鈍頭的單面刀。是餐具的一種，用來切斷已經料理好的食物餐點，例如肉類與蔬菜。餐刀主要在西方世界流行。餐刀還可以分為多個类型，例如切肉刀、去鱼骨刀、切蔬菜刀、切面包刀等。

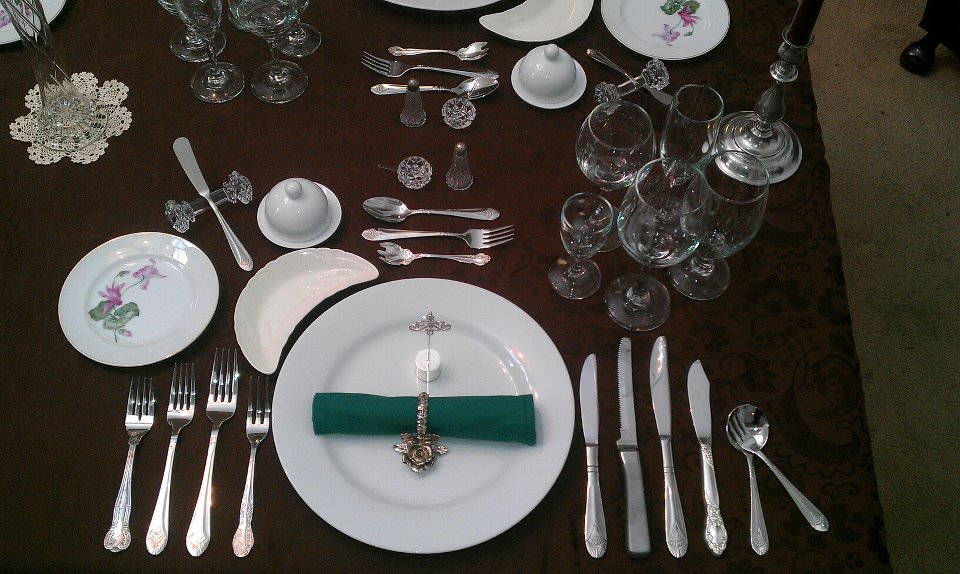
盤子右方四件為餐刀。